# سعد العبد الله (مدينة)
مدينة سعد العبد الله مدينة كويتية تقع جنوب الجهراء وتعتبر من المناطق والضواحي في الكويت.
تعتبر من أكبر مناطق الجهراء حيث تحتوي على 11 قطعة.